# Борнейска шляпаща жаба
Борнейските шляпащи жаби (Staurois tuberilinguis) са вид земноводни от семейство Водни жаби (Ranidae).
Срещат се на остров Борнео в Югоизточна Азия.
Таксонът е описан за пръв път от белгийско-британския зоолог Жорж Албер Буланже през 1918 година.